# Chrysochus asclepiadeus
Chrysochus asclepiadeus là một loài bọ cánh cứng trong họ Chrysomelidae. Loài này được Pallas miêu tả khoa học năm 1776.

## Hình ảnh

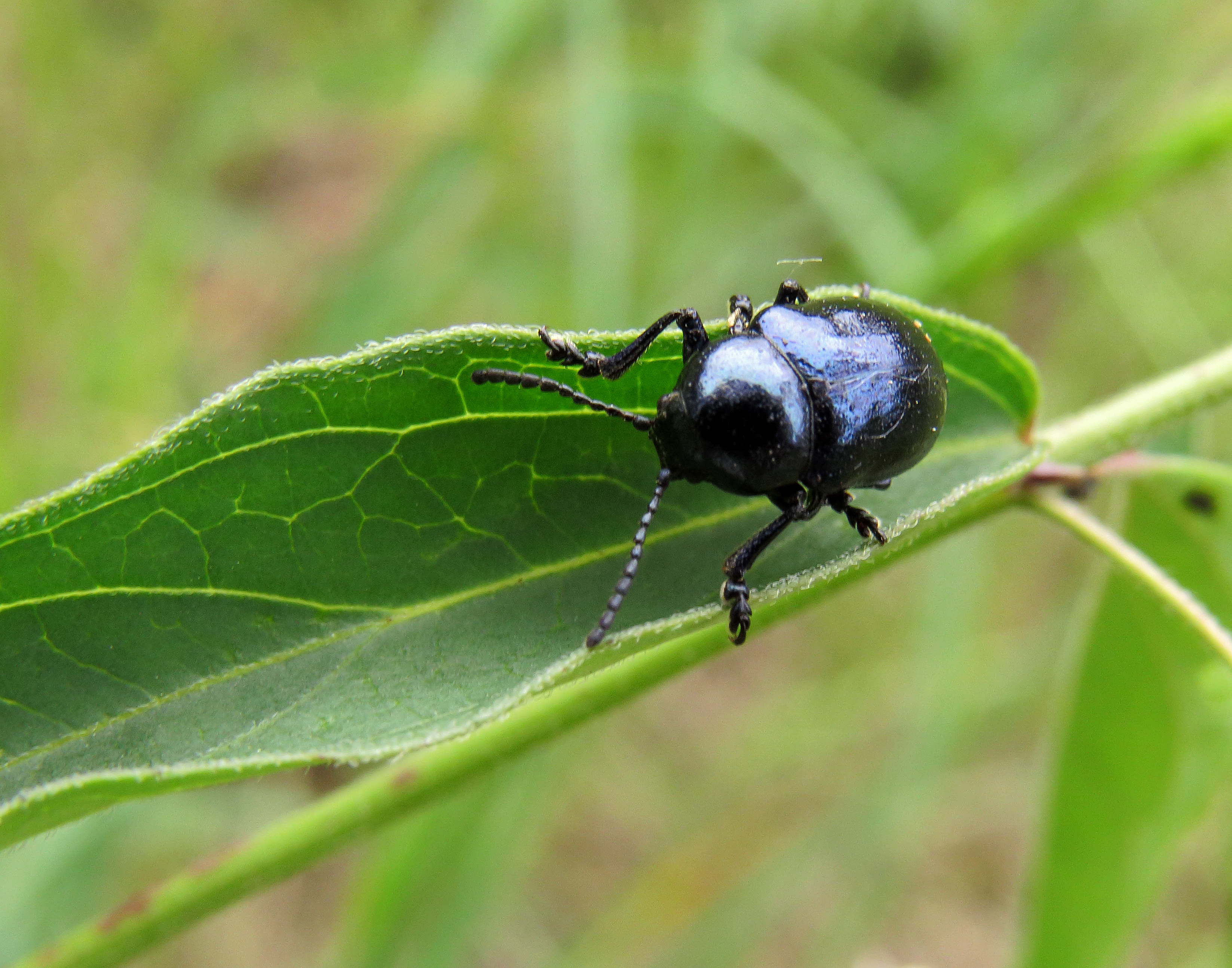
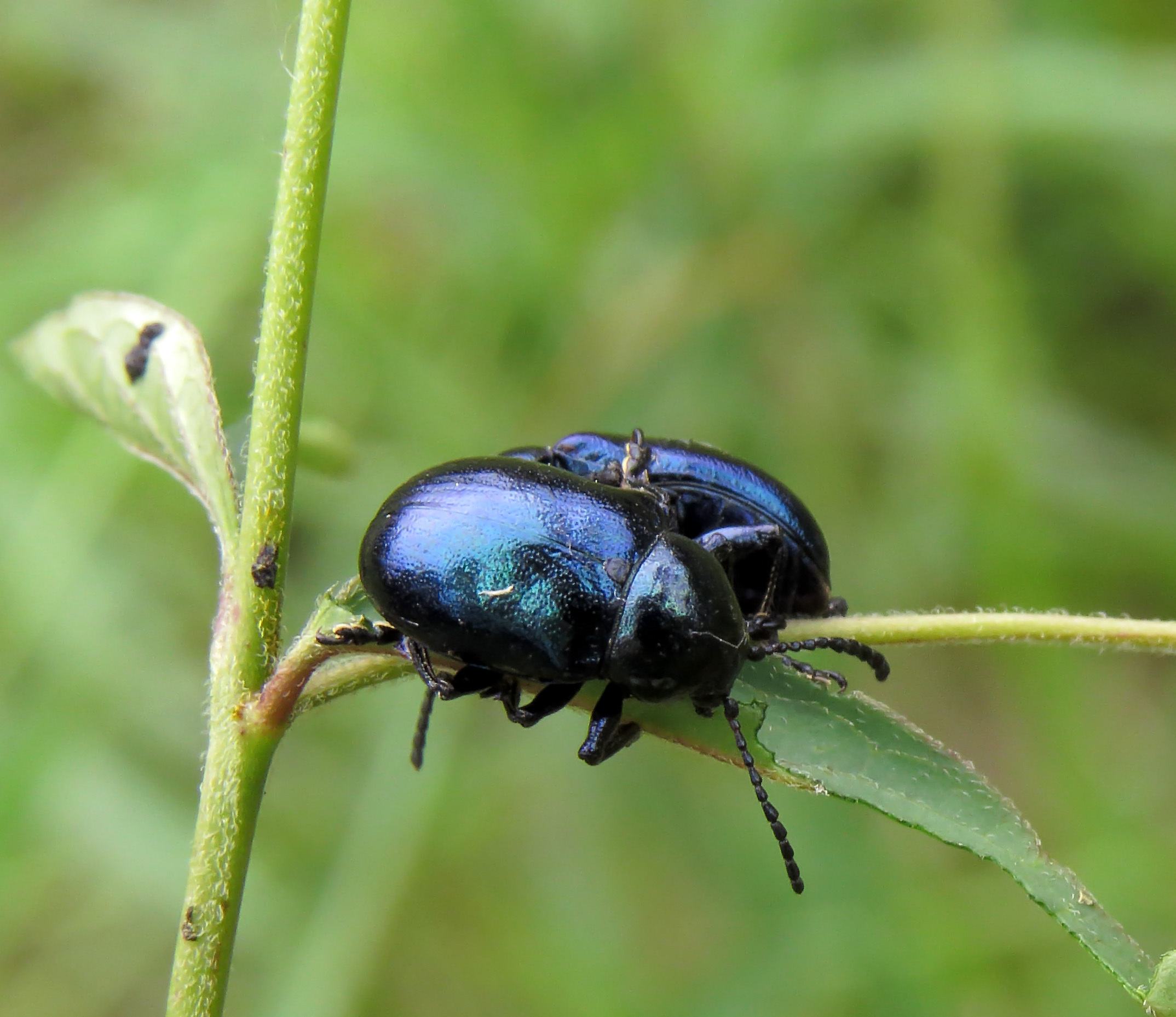
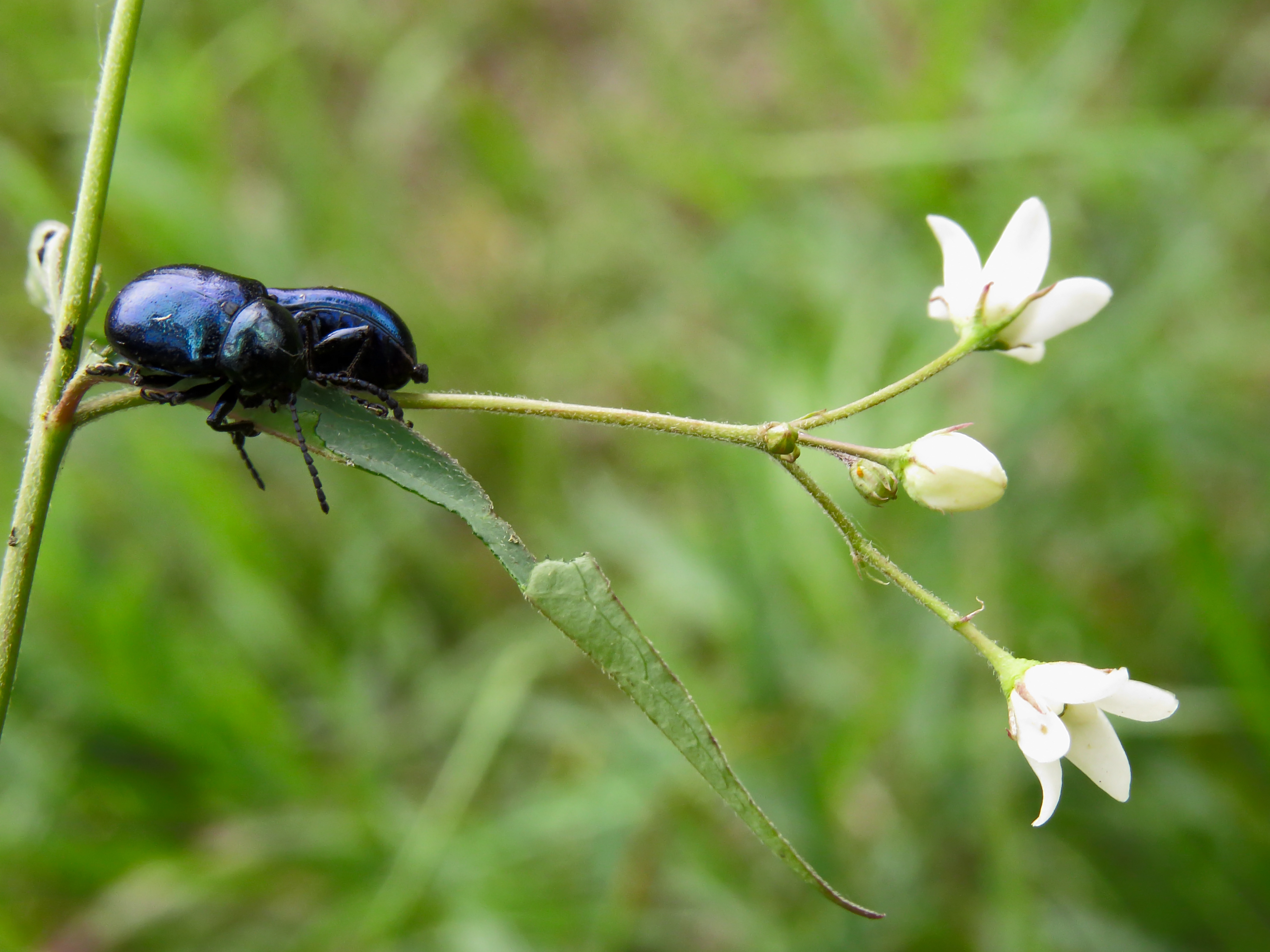